# Сбой
Сбой (англ. fault) — ненормальный режим, который может вызвать снижение или потерю способности функционального блока выполнять требуемую функцию. Сбой представляет собой состояние, характеризуемое неспособностью выполнить необходимую функцию, исключая неспособность, возникающую во время профилактических работ или других плановых мероприятий, либо в результате недостатка внешних ресурсов.
Этот термин особенно распространён в вычислительной и электронной промышленности, при замыкании контактов, а также среди игроков компьютерных игр. В широком понимании все типы систем подвергаются сбою, в том числе общественные организации и природные циклы. Сбой, который является незначительным и зачастую носит временный характер, отличается от более серьёзной ошибки программного обеспечения, подлинной проблемы функциональности.

## Этимология
Некоторые справочники, включая Random House’s American Slang, утверждают, что термин происходит от немецкого слова «glitschen» (с нем. — «проскользнуть») и еврейского — «gletshn» (с ивр. — «скользить или занос»). В любом случае, этот термин был введён в оборот относительно недавно. Широкое распространение среди американцев получил благодаря Беннету Серфу, в выпуске телевикторины «What's My Line?» от 20 июня 1965 года выразившегося таким образом: «заскок… когда что-то пошло не так, говорят, что был небольшой глитч». Астронавт Джон Гленн объяснил значение термина в разделе своей книги Into Orbit следующим образом:

Другим термином, употребляемым для описания некоторых наших проблем стал «глитч». Буквально, глитч — это скачок или изменение напряжения в электрической цепи, которое происходит, когда в цепи внезапно возникает новая нагрузка. Возможно, вы заметили, что в вашем доме погас свет, когда вы щёлкаете выключателем, запускаете ли сушилку или же включаете телевизор. Обычно, такие изменения напряжения защищены плавкими предохранителями. Сбой, тем не менее, это такое минутное изменение напряжения, что ни один предохранитель не может защитить от него.
Оригинальный текст (англ.)Another term we adopted to describe some of our problems was "glitch" Literally, a glitch is a spike or change in voltage in an electrical circuit which takes place when the circuit suddenly has a new load put on it. You have probably noticed a dimming of lights in your home when you turn a switch or start the dryer or the television set. Normally, these changes in voltage are protected by fuses. A glitch, however, is such a minute change in voltage that no fuse could protect against it.
— Джон Гленн
4 июля 1965 года Джон Дэйли (англ. John Daly) в эфире того самого шоу сформулировал более развёрнутое высказывание, и рассказал о том, что этот термин использовался в структуре военно-воздушных сил на мысе Кеннеди в процессе запуска ракет: «это значит, что-то пошло не так, и вы не можете понять, что к чему, тогда вы называете это „глитчем“». В том же году журнал Time Magazine посчитал необходимым дать своё определение в статье: «Глитчи — фраза космонавта, выходящего из себя», причём из её содержания следовало, что термин стал общеупотребительным во время американской космической гонки 1950-х годов, и применялся для описания незначительных неисправностей в оборудовании ракет, которые трудно было установить.

## Сбой электроники
Сбой электроники и его опасность представляет собой нежелательное преобразование, которое возникает прежде чем сигнал достигнет своей предполагаемой величины. Другими словами, сбой — это кратковременный электрический импульс, который обычно является результатом дефекта или ошибки проектирования, особенно в цифровой цепи. Например, многие электронные компоненты, такие как триггеры, запускаются импульсом, который не должен быть меньше заданной минимальной продолжительности; в противном случае компонент может работать неправильно. Импульс короче указанного минимума называется сбоем. Смежная концепция является рант-импульсом, то есть импульсом, амплитуда которого меньше минимального уровня, заданного для правильной работы; и скачком, то есть коротким импульсом, похожим на сбой, но зачастую вызванного прозвонкой или перекрёстными помехами. Сбой может возникать в условиях состояния гонки в непроработанной цифровой логической схеме. Например, когда сигнал несёт в себе два других сигнала, преобразованных в общий сигнал, сбой может возникать, если происходит задержка одного из них.

## Компьютерный сбой
Компьютерный сбой — это сопровождаемый сильным звуком процесс мгновенного отказа системы, обычно содержащей вычислительное устройство, для решения поставленных задач или эффективной его работы.
В публичных заявлениях глитч служит для того, чтобы указать на незначительную оплошность, которая вскоре будет исправлена и, в результате, использована как эвфемизм для обозначения бага, подтверждающего тот факт, что программная ошибка виновата в сбое системы.
Как правило, это касается определённой ошибки, которую не удалось распознать в момент её возникновения, однако позднее она обнаруживает себя среди ошибок данных или в процессе принятия неправильных решений людьми. Ситуации, которые часто приводят к сбою в работе компьютера, вызывает неправильно написанное программное обеспечение (программные ошибки), неверные инструкции, переданные оператором (ошибки пользователя и неспособность учитывать такую возможность, также может считаться ошибкой программного обеспечения), нераспознанные недопустимые вводимые данные (также считаются ошибкой программного обеспечения), нераспознанные ошибки связи, компьютерные вирусы, троянские атаки и эксплуатация компьютера (иногда называемые «хакерством»).
Такие сбои могут вызвать следующие проблемы, включающие неисправность клавиатуры, отказ цифровых клавиш, отклонение экрана (смещённого влево, вправо или перевёрнутого), случайные неполадки в работе программы и неправильную регистрацию программы.
Примеры компьютерных сбоев включают в себя такие, как непредвиденное закрытие установки фильтрации воды в Нью-Канаане, неполадки в системе автоматизированной диспетчеризации, используемой полицией Остина в 2010 году, и внезапная инверсия битов, из-за которой в ноябре того же года космический аппарат «Кассини» перешёл в безопасный режим. Сбои также могут привести к дорогостоящим расходам, так, в 2015 году банк не смог повысить процентные ставки в течение нескольких недель, что привело к убыткам более миллиона долларов в день.

## Сбой в компьютерных играх
Сбои, как и баги — это ошибки программного обеспечения, которые могут вызвать серьёзные проблемы в коде, и, как правило, остаются незамеченными или нерешёнными во время производства вышеупомянутого программного обеспечения. Впоследствии эти ошибки можно обнаружить непосредственно в игровом процессе или же при эксплуатации иным образом до тех пор, пока разработчики не исправят их с помощью патчей. Комплексное программное обеспечение за редким исключением не содержит ошибок после выпуска.
Подвергаются сбою как текстуры, так и модели, которые в некотором роде являются багом или ошибкой, искажающей любую отдельно взятую текстуру или модель в ракурсе, отличающимся от первоначальной концепции. The Elder Scrolls V: Skyrim известна своими проблемами, связанными с текстурой, а также ошибками, которые затрагивают в том числе и многие другие популярные релизы компании Bethesda. Многие игры, которые используют физику Ragdoll для моделей своих персонажей, могут иметь такие сбои.
Сбои в физике являются ошибками в физическом движке игры, который имеет определённую структуру, будь то физический объект или неигровой персонаж, случайным образом частично смещённый. Такие ошибки можно попытаться устранить, в отличие от многих других. Вероятность возникновения такой ошибки может быть абсолютно произвольной, как и результатом непреднамеренного действия.
Звуковые сбои могут колебаться от воспроизведения посторонних звуков, даже не предназначенных для игры либо отсутствовать вовсе. Иногда, определённый звук может циклически повторятся, но чаще всего, игры могут воспроизводить звуки неправильно из-за повреждённых данных, изменяющих значения, предопределённые в коде. Примеры не ограничиваются чрезвычайно высокими или низкими звуками, причём уровень громкости может варьироваться до максимально допустимого значения, а иногда звуки даже воспроизводятся в обратном порядке.
Сбои могут включать неправильно отображаемую графику, обнаружение столкновений, зависание игры и её вылеты, звуковые ошибки и другие проблемы. Графические сбои особенно часто случаются в платформерах, где искажённые текстуры могут напрямую влиять на игровой процесс (например, путём отображения текстуры земли, где неправильный код вызывает область, которая может нанести ущерб персонажу или же не отображает текстуру стены, где она должна быть, в результате чего стена получается невидимой).
Исследование программных сбоев (англ. Glitching) — это практика игроков, использующих ошибки в программировании компьютерных игр для достижения цели, которая даёт им незаслуженное преимущество над неигровыми персонажами или другими игроками, например, возможность пробежаться сквозь стены или игнорировать физику игры. Незначительные сбои можно сознательно вызывать на некоторых домашних игровых консолях, манипулируя игровым носителем, например, наклонить картридж для отсоединения одного или нескольких соединений вдоль ребра разъёма, чтобы прервать часть потока данных между картриджем и консолью. Это может привести к ошибкам в графике, музыке или непосредственно в игровом процессе, к тому же существует опасность вылета игры, и даже причинения непоправимого вреда игровому носителю.
Интенсивное использование сбоев можно наблюдать во время скоростного прохождения игры. Одним из типов сбоев, часто используемых для скоростного прохождения, является переполнение стека. К другому типу, который человеку практически нереально осуществить, относится произвольное изменение исходного кода, доступного посредством инструмента, обеспечивающего скоростное прохождение, что позволяет выполнить определённое действие в игре вне предполагаемой функции.
Частью процесса обеспечения качества (как это делают тестировщики компьютерных игр) является выявление и воспроизводство сбоев, и последующее составление отчётов об ошибках, которые должны быть переданы программистам, чтобы они могли исправить найденные ошибки. В некоторых играх есть облачная система для обновлений программного обеспечения, которая может быть использована для корректировки кодирования ошибок в играх.
Сбои также можно обнаружить в электронных игрушках, к примеру, Hasbro в 2013 году выпустила игру под названием Bop It Beats. Некоторые игроки обнаружили, что в режимах «DJ Expert» и «Lights Only» присутствует баг, который выдаст посторонний шум после достижения и успешного завершения комплекса с шестью действиями. К тому же DJ может завершить более сложные действия в режиме «Party», при условии, что есть «Pass It». Hasbro была проинформирована об этом, но, поскольку неисправность была обнаружена после производства, возможности для того, чтобы обновить или улучшить выпущенные устройства не было, и тем не менее, зарубежные аналоги поставлялись уже исправленными.
Игровые сбои также не следует путать с эксплойтами. Несмотря на то, что они выполняют непреднамеренные действия, эксплойт не является ошибкой программирования, а скорее недосмотром со стороны разработчиков.

## Сбой в телевизионном вещании
При трансляции искажённый сигнал может выдавать незначительный сбой в виде зазубренных линий на экране, неуместных квадратов, статических эффектов, зависания или инвертировании изображения. Сбой может повлиять как на передачу видеопотока, так и аудиоданных. Сбои могут быть вызваны помехами от портативной электроники или микроволнами, наличием повреждённых кабелей в центре вещания или погодой.

## В массовой культуре
Множество произведений популярной культуры имеют оплошности, в том числе и те, которые содержат слово «глитч» или его производные.
- Книга научной литературы CB Bible (1976) содержит оплошность в своём глоссарии сленга Си-Би, определяя как «неопределимый технический дефект в оборудовании Си-Би», причём указывая на то, что термин уже использовался в глоссарии гражданского диапазона радиосвязи[13].
- Короткометражный фильм The Glitch (2008), фильм-открытие и финалист Dragon Con Independent Film Festival 2008 в номинации «лучший научно-фантастический фильм», посвящённый дезориентации полуночного телезрителя Гарри Оуэна, роль которого сыграл Скотт Чарльз Бламфин (англ. Scott Charles Blamphin), переживающего «тяжёлые расщепляющие мозг цифровые перебои»[14].
- В мультфильме «Ральф» (2012), Ванилопа фон Кекс — девчонка-глюк и персонаж из видеоигры Sugar Rush.
- Австралийский паранормальный телесериал «Сбой», удостоенный наград, первый сезон которого транслировался по ABC1 в 2015 году, а второй сезон стартовал 14 сентября 2017 года премьерой первых двух серий на Netflix.